# Dinastička unija
Dinastička unija predstavlja dve ili više samostalnih država, u kojima vlada ista dinastija (ali većinom drugi vladar). 
Dok državama personalne unije vlada jedan zajednički vladar u državama dinastičke unije vladaju vladari iz iste dinastije.
Svaka personalna unija je istovremeno i dinastička unija, ali ne i obratno.

## Istorijski pregled
- Dinastička (personalna) unija Poljske i Litvanije (1385-1569)

- Dinastička unija Kastilje i Aragona (1469 odnosno 1479-1516)

- Dinastička unija Španije i Portugala (1580-1640) tzv. Iberijska unija.

- Dinastička (personalna) unija Engleske i Škotska (1603-1707, s prekidom 1653-1659)

- Dinastička unija Omana i Zanzibara (1856-1964)

- Dinastička unija Danske, Grčke odnosno Danske, Grčke i Norveške (1864-1974) odnosno (1905-1974)

- Dinastička (personalna) unija Danske i Islanda (1918-1944)

- Dinastička unija Jordana i Iraka (1921-1958), odnosno. Jordana, Iraka i Hidžaza (1921-1925)

- Dinastička unija Italije i Hrvatske (1941-1943, samo de jure)